# It (novel·la)
It és una novel·la de terror publicada al 1986 per l'escriptor estatunidenc Stephen King. Narra la historia d'un grup de set nois, anomenats "Els perdedors", que són espantats per un monstre malvat que ells anomenen «IT», ja que pot canviar de forma quan vulgui, per alimentar-se del terror que provoca en la gent.

## Argument
La història succeeix a la ciutat fictícia de Derry, a l'estat de Maine, Estats Units. Sota la ciutat, sense que cap dels habitants de Derry se n'adoni, hi viu un monstre despietat. Aquesta criatura malvada turmenta els habitants del poble des de temps immemorables. El monstre és un ésser d'un altre món, capaç de llegir les ments dels altres per generar por, que és el seu aliment (preferiblement el dels nens i adolescents, ja que és el més fàcil d'aconseguir). La seva disfressa més comuna és la d'un pallasso, Pennywise, amb què atrau les seves víctimes més joves. Una vegada saciada la seva set de por, torna a dormir quasi 3 dècades, fins que es torna a despertar complint així un cicle infinit.

## Adaptacions
Se'n va fer una versió el 1990 amb la minisèrie homònima, i una pel·lícula el 2017, que va tenir la seva seqüela dos anys més tard.